# Hello from the Magic Tavern
Hello from the Magic Tavern is een wekelijkse komedie podcast gehost door Arnie Niekamp. De podcast is grotendeels geïmproviseerd maar heeft een vaste structuur. Hello from the Magic Tavern begon in mei 2015 en werd onder andere door The Guardian uitgeroepen tot een van de beste nieuwe podcasts van dat jaar.

## Verhaal
Arnie Niekamp speelt een man die via een portaal achter een Burger King-vestiging in een magische andere wereld (Foon) terechtkomt. In Foon leven tovenaars, elven, monsters en andere magische wezens. Arnie besluit wekelijks verslag te doen van de gebeurtenissen in Foon door middel van de podcast. Vrijwel iedere uitzending is er een gast die vertelt over wat zij doen in Foon. Daarnaast zijn er twee vaste gasten die iedere uitzending aanwezig zijn: Chunt, een wezen dat verandert in het dier waar hij het laatste seks mee heeft gehad en een tovenaar genaamd Usidore, die bezig is met het verslaan van de "Dark Lord", al lijkt hij meer over de Dark Lord te praten dan hem daadwerkelijk te bestrijden. De podcast wordt opgenomen in een bar genaamd The Vermillion Minotaur waar tevens reclame voor wordt gemaakt in de podcast. Regelmatig is op de achtergrond het gerinkel van glazen of gedempt praten te horen.
Arnie probeert met het interviewen van zijn gasten meer te weten te komen over Foon en de magische bewoners van het land. Usidore en Chunt proberen Arnie regelmatig uit te horen over Aarde en hoe dingen er daar aan toe gaan, maar Arnie kapt dit altijd af met de zin: 'Ik wil niet over Aarde-dingen praten'. Luisteraars kunnen per e-mail vragen sturen over en voor de gasten, om meer te weten te komen over Foon. Deze e-mails worden aan het einde van iedere aflevering voorgelezen en beantwoord.

## Personages
Arnie Niekampis de host van de podcast. Hij is gevangen in Foon en probeert sinds dag 1 zijn vrouw te contacteren en een weg terug naar de gewone wereld te vinden. Hij is onbekend met de meeste aspecten van Foon en haar bewoners en stelt zijn gasten regelmatig vragen die overkomen als dom bij Usidore en Chunt. Hij heeft enige tijd met Chunt samen gewoond maar verdiend met reclames voor The Vermillion Minotaur nu genoeg om een kamer in diezelfde bar te huren. Arnie is in feite de ogen en oren van het publiek, hij stelt de vragen die de luisteraar ook zou stellen omdat zij ook niets weten over Foon.
Chunt(gespeeld door Adal Rifai) is een gedaanteverwisselaar die verandert in het soort dier waar hij het laatst seks mee heeft gehad. Arnie noemt hem regelmatig een 'pratende das' omdat Chunt lange tijd als das door het leven ging. Hij is echter meerdere keren als ander dier aangeschoven, waaronder een paard en een krokodil. Chunt probeert regelmatig een catchphrase voor zichzelf te bedenken maar met wisselend succes. Chunt maakt vaak grappen over Arnies gewicht, zijn domme vragen en zijn vrouw, van wie hij vermoedt dat ze allang een andere man heeft gevonden. Desondanks heeft Arnie meerdere keren aangegeven dat Chunt zijn beste vriend in Foon is.
Usidore the Blue(gespeeld door Matt Young) is een tovenaar met een lange baard, een zware stem en een blauw gewaad. Zijn volledige naam is erg lang en Arnie kan er slecht tegen dat Usidore altijd de behoefte voelt om deze naam volledig uit te spreken wanneer hij zichzelf introduceert. Usidore is op zoek naar strijders die met hem willen vechten tegen de Dark Lord. Hij geeft regelmatig aan dat niets belangrijker is dan de Dark Lord te bestrijden maar Chunt en Arnie nemen zijn waarschuwingen niet erg serieus. Usidore doet alsof hij een hele krachtige tovenaar is maar tussen de regels door wordt duidelijk dat hij ten opzichte van andere tovenaars in Foon niet veel voorstelt. Hij heeft een persoonlijke vete met Spintax The Green, een tovenaar die veel geliefder en beroemder is dan hijzelf.

## Wetenswaardigheden
- iTunes noemde Hello from the Magic Tavern een van de beste podcasts van 2015 en plaatste de show op een prominente plek op de homepage.
- In de volledige naam van Usidore beweert hij dat dwergen hem zoenen hoogstandjes noemen. Hij verklaart later dat dit dwergentaal is en dat de vertaling 'schrobber van de bodem van de rivier' is.